# Philautus abditus
Philautus abditus es una especie de rana que habita en Vietnam. 
Esta especie se encuentra amenazada de extinción debido a la destrucción de su hábitat natural.